# Върбан Генчев
Върбан Русинов Генчев (Стоян) е деец на БРП и участник в комунистическото Съпротивително движение в България по време на Втората световна война. Разстрелян от членове на фашистката организация „Бранник“.

## Биография
Върбан Генчев е роден през 1918 г. в с. Царева ливада, община Дряново. Учи в Дряновската гимназия където е активен член на РМС. Участва в културно-просветна група при Дряновското читалище. Въздържателен и есперантистки деятел. Учи специалност медицина в Софийския университет. Член на БОНСС.
Участва в комунистическото съпротивително движение по време на Втората световна война. След провал в комунистическата мрежа в университета преминава в нелегалност през 1942 г. Укрива се известно време в София у Иван Владков и в Беломорието. След февруари 1943 година се завръща в Дряново и става партизанин в Горнооряховския партизански отряд. Политкомисар на отряда и член на Горнооряховския окръжен комитет на БРП.  Загива от вражески куршум на 30 март 1944 г.

## Памет
В памет на Върбан Генчев родното му село Царева ливада от 28.09.1949 г. до 16.08.1991 г. носи името Върбаново. 
Медицинският колеж във Велико Търново (бивш Полувисш медицински институт) се нарича „Д-р Върбан Генчев“. 